# 鈴木克彦
鈴木 克彦（すずき かつひこ、1968年5月15日 - ）は、栃木県宇都宮市出身の元バスケットボール選手、バスケットボール指導者。現在は人財育成会社を経営している。

## 人物
私立宇都宮学園高等学校でインターハイ国体に出場。栃木県から初めての日本選抜のメンバーにも選ばれる。
その後拓殖大学に進学し、活躍。
卒業後、熊谷組に入社。1992オールジャパン優勝。1993日本リーグ優勝、1994オールジャパン準優勝などを経験。
1994年、熊谷組休部に伴いアイシン精機に移籍。1994-1995日本リーグ2部準優勝ながら1部昇格に貢献。
1997年、所沢ブロンコスに移籍。1998全日本実業団バスケットボール競技大会準優勝ながら日本リーグ2部昇格に貢献。

## 経歴
- 宇都宮学園高 - 拓殖大 - 熊谷組（1991年〜1994年）- アイシン精機（1994年～1997年）- 所沢（現さいたま）ブロンコス（1997年～1999年）